# KR Reykjavík
Knattspyrnufélag Reykjavíkur cunoscut internațional ca KR sau KR Reykjavík este un club de fotbal din Reykjavík, Islanda. Echipa susține meciurile de acasă pe KR-völlur cu o capacitate de 6.000 de locuri.

## Palmares
- Campionatul islandez
  - Champions (27): 1912, 1919, 1926, 1927, 1928, 1929, 1931, 1932, 1934, 1941, 1948, 1949, 1950, 1952, 1955, 1959, 1961, 1963, 1965, 1968, 1999, 2000, 2002, 2003, 2011, 2013, 2019
  - Runners-up (24): 1916, 1917, 1920, 1923, 1930, 1933, 1935, 1936, 1937, 1943, 1944, 1945, 1954, 1956, 1958, 1960, 1983, 1990, 1992, 1995, 1996, 1998, 2006, 2009
- Cupa Islandei 
  - Winners (14): 1960, 1961, 1962, 1963, 1964, 1966, 1967, 1994, 1995, 1999, 2008, 2011, 2012, 2014
- Cupa Ligii Islandei
  - Winners (8): 1998, 2001, 2005, 2010, 2012, 2016, 2017, 2019
- Supercupa Islandei
  - Winners (6): 1969, 1996, 2003, 2012, 2014, 2020